# Скафари (Вранча)
Скафари (рум. Scafari) насеље је у Румунији у округу Вранча у општини Видра. Oпштина се налази на надморској висини од 278 m.

## Становништво
Према подацима из 2002. године у насељу је живело 413 становника, од којих су сви румунске националности.